# Oops!... I Did It Again World Tour
Oops!...I Did It Again World Tour è il secondo tour della popstar Britney Spears, a supporto del suo secondo album Oops!...I Did It Again. Primo dei tour mondiali della cantante, ha raggiunto Nord America, Europa e Brasile. Il tour è stato confermato nel febbraio del 2000, quando la Spears era ancora impegnata col suo tour precedente, il ...Baby One More Time Tour.
Il palco scenico era molto più elaborato rispetto a quello del precedente tour, godeva infatti di alcune migliorie quali piattaforme movibili, schermi video e fuochi pirotecnici. La setlist comprendeva canzoni contenute nel nuovo album di studio e i maggiori successi estratti dal primo disco, ...Baby One More Time.
Lo show era suddiviso in quattro atti, ciascuno dei quali era introdotto da un video, più l'encore. Ogni concerto si apriva con la Spears che scendeva da una piattaforma posta molto in alto, e si concludeva con un encore. Il tour ricevette molte critiche e recensioni positive, che parlavano di una Spears energica e preparata, molto in simbiosi anche con la band. Fu oltre sì un grande successo commerciale, riuscendo ad incassare più di 40,5 milioni di dollari.

## Storia
Il 22 febbraio 2000, fu annunciato un tour estivo in supporto del secondo album di Britney Spears, Oops!... I Did It Again. Il tour è il primo con cui la Spears raggiunge l'Europa. Lei ha commentato, "Andrò in Europa, e starò in giro per sei mesi, [...] Non sono mai stata fuori dagli Stati Uniti, non ho mai avuto altri fan in altri paesi, ed esibirmi per loro sarà davvero emozionante". Prima dell'inizio del tour, la rivista Forbes affermò che il promotore dei concerti SFX Entertainment le aveva garantito un minimo di 200,000 dollari a tappa.

## Sinossi
Lo show inizia con un video dove Britney Spears dà il benvenuto al pubblico. In seguito, una grande sfera viene calata sul palco e quando risale, la cantante in carne ed ossa appare in scena indossando una maglietta rosa (arancione in alcune date), una giacca argentata e dei pantaloni glitterati. Vengono eseguite così Crazy e Stronger. Successivamente Britney si toglie la giacca ed esegue What U See (Is What You Get), durante la quale indossa un cappello da cowgirl e fa una pole dance. La prima sezione finisce con From the Bottom of My Broken Heart.
La seconda sezione inizia con un interludio chiamato What Would You Do to Meet Britney?, dove dei fan vengono invitati sul palco e hanno la possibilità di incontrare la Spears. Quest'ultima parla con loro e si scatta una foto, per poi dare il benvenuto al pubblico nella sua camera da letto. Born to Make You Happy viene eseguita indossando un pigiama bianco e un paio di pantofole. Per il brano seguente, cioè Lucky, Britney canta insieme a due coriste e verso la fine, i ballerini vestiti da marinai eseguono una breve coreografia mentre le tre ragazze si vestono da capitani e cantano l'ultimo ritornello. Successivamente veniva eseguita Sometimes, seguita da Don't Let Me Be the Last to Know. Per quest'ultima, la Spears indossa un lungo abito bianco e un boa.
La terza sezione inizia con una cover di The Beat Goes On di Sonny & Cher. Durante il brano, Britney Spears indossa un kimono e si solleva in aria. Poi, dopo essersi tolta il kimono, esegue Don't go Knocking On My Door, seguita da una cover dei Rolling Stones: (I Can't Get No) Satisfaction.
Chiudono lo show ...Baby One More Time , eseguita con degli abiti da cheerleader, e Oops!... I Did It Again. Durante quest'ultima sono presenti dei giochi pirotecnici e quando finisce, Britney sparisce in un tunnel di fuoco e lo show si conclude.

## Sviluppo
Jamie King fu scelto come direttore del tour. Tim Miller e Kevin Antunes erano rispettivamente direttore di produzione e direttore musicale. Mark Foffano fu scelto come direttore delle luci. Il palcoscenico era più elaborato rispetto a quelli dei tour precedenti ed includeva schermi video, piattaforme e materiali di scena. La setlist includeva pezzi del suo primo album e sette canzoni del secondo. La Spears spiegò "Ho cantato le stesse canzoni per molto tempo. Sarà carino cambiare qualcosa". Ha anche parlato delle sue aspettative riguardo al tour, dicendo: "Non vedo l'ora. Avrò un tour mondiale. Avrò più ballerini, un palco più grande, più...solo molto più grande".
Le attrezzature audio furono fornite dalla Showco che usò il sistema PRISM, che ha adattava lo spettacolo per ogni tappa in base alla sua altezza, larghezza e copertura richiesta. La Spears ha usato delle registrazioni audio dal vivo (realizzate precedentemente) che venivano attivate per sostituire il suo microfono quando i balli diventavano troppo energetici per mantenere un buon controllo della voce.

## Ricezione

### Critica
Lo show ha ricevuto recensioni generalmente positive da parte della critica. Andrew Miller del The Pitch ha affermato: "[il concerto] a Sandstone ha provato che molte delle critiche alla Spears sono osservazioni senza base da persone che non hanno mai partecipato ad uno degli spettacoli di questa star. La musica era suonata da una band talentuosa, e i bassi di alcune canzoni, come ...Baby One More Time e The Beat Goes On sono saliti a un ringhio funky nelle esibizioni dal vivo. Inoltre, la voce della Spears era vera, mentre cantava aveva un tono seducentemente basso [...] ma era comunque in grado di arrivare alle note alte [...], anche se le ha lasciate alle coriste [...] mentre eseguiva i passi di ballo più sfrenati". Richard Leiby del The Washington Post credeva disse dello show "È stato grande". Dan Aquilante del New York Post disse che la Spears "sembrava divertirsi quanto i suoi fan. Forse è stato il cappello da cowboy stile Mariah Carey, o forse il palo da strip preso in prestito dall'armadio di Madonna, [...] ma la Spears era nel suo elemento". Letta Tayler del Newsday ha detto: "Per metà dello show, è rimasta la vecchia Britney, l'adolescente in erba che sognava l'amore. Ma nella seconda parte, era a tutto gas, con coprispalle, abiti, un atteggiamento duro e un con un taglio più energico verso il suo techno pop e hip-hop". Jon Pareles del The New York Times ha affermato: "Quello che ti colpisce di questa cantante diciottenne è il grande sorriso, la piccola voce, sincerità, numeri di danza complicati, pubblicità spudorata e la determinazione ad avere entrambi i lati dell'adolescenza riservatole".. Jim Farber del Daily News ha commentato che "Anche se un po' piccante, il concerto di Britney ha subito la familiarità il marchio di fabbrica di tutti gli spettacoli degli adolescenti. Il brio, le esplosioni e i danzatori volanti sono conformi alla sdolcinatezza dei parchi di divertimento a tema".

### Incassi
I dati riportati corrispondono in media a 507.786 in incassi e 15.841 in spettatori. Susanne Ault di Billboard ha anche rivelato che alcune date ebbero il tutto esaurito in un solo giorno. Il tur ha avuto un guadagno totale di 40.5 milioni di dollari. È il decimo tour dell'anno in termini di guadagni in Nord America, ed il secondo di un artista solista, secondo solo al Twenty Four Seven Tour di Tina Turner.

## Setlist
The Britney Spears Experience (Intro)
1. "(You Drive Me) Crazy"
2. "Stronger"
3. "What U See (Is What U Get)"
4. "From the Bottom of My Broken Heart"

What Whould You Do to Meet Britney? (Performance Interlude)
1. "Born to Make You Happy"
2. "Lucky"
3. "Sometimes"
4. "Don't Let Me Be the Last to Know"

Meet the Band (Performance Interlude)
1. "The Beat Goes On"
2. "Don't Go Knocking on My Door"
3. "(I Can't Get No) Satisfaction"

Meet the Dancers (Dance Interlude)
1. "...Baby One More Time"

The Britney Spears Experience II (Video Finale)
1. "Oops!...I Did It Again"

Fonte:

## Date e Incassi
| Data              | Città                | Paese        | Arena                                   | Biglietti Venduti/ Biglietti Disponibili | Incassi    |
| ----------------- | -------------------- | ------------ | --------------------------------------- | ---------------------------------------- | ---------- |
| Nord America      |                      |              |                                         |                                          |            |
| 20 giugno 2000    | Columbia             | Stati Uniti  | Merriweather Post Pavilion              |                                          |            |
| 21 giugno 2000    | Hartford             | Stati Uniti  | Meadows Music Theatre                   |                                          |            |
| 23 giugno 2000    | Darien               | Stati Uniti  | Darien Lake                             |                                          |            |
| 24 giugno 2000    | Hershey              | Stati Uniti  | Hersheypark Stadium                     | 28,701/ 28,701 (100%)                    | $1,014,096 |
| 25 giugno 2000    | Scranton             | Stati Uniti  | Toyota Pavilion at Montage Mountain     |                                          |            |
| 27 giugno 2000    | Wantagh              | Stati Uniti  | Nikon at Jones Beach Theater            | 56,550/ 56,550 (100%)                    | $2,055,861 |
| 28 giugno 2000    | Wantagh              | Stati Uniti  | Nikon at Jones Beach Theater            |                                          |            |
| 29 giugno 2000    | Wantagh              | Stati Uniti  | Nikon at Jones Beach Theater            |                                          |            |
| 30 giugno 2000    | Wantagh              | Stati Uniti  | Nikon at Jones Beach Theater            |                                          |            |
| 2 luglio 2000     | Holmdel              | Stati Uniti  | PNC Bank Arts Center                    |                                          |            |
| 3 luglio 2000     | Holmdel              | Stati Uniti  | PNC Bank Arts Center                    |                                          |            |
| 4 luglio 2000     | Bristow              | Stati Uniti  | Nissan Pavilion                         |                                          |            |
| 5 luglio 2000     | Camden               | Stati Uniti  | Susquehanna Bank Center                 |                                          |            |
| 7 luglio 2000     | Tinley Park          | Stati Uniti  | First Midwest Bank Amphitheatre         |                                          |            |
| 8 luglio 2000     | Milwaukee            | Stati Uniti  | Marcus Amphitheater                     |                                          |            |
| 9 luglio 2000     | Clarkston            | Stati Uniti  | DTE Energy Music Theatre                |                                          |            |
| 10 luglio 2000    | Clarkston            | Stati Uniti  | DTE Energy Music Theatre                |                                          |            |
| 16 luglio 2000    | Maryland Heights     | Stati Uniti  | Verizon Wireless Amphitheater St. Louis |                                          |            |
| 17 luglio 2000    | Bonner Springs       | Stati Uniti  | Sandstone Amphitheater                  |                                          |            |
| 19 luglio 2000    | Dallas               | Stati Uniti  | SuperPages.com Center                   |                                          |            |
| 20 luglio 2000    | San Antonio          | Stati Uniti  | Alamodome                               |                                          |            |
| 21 luglio 2000    | Houston              | Stati Uniti  | Cynthia Woods Mitchell Pavilion         | 25,916/ 25,972 (99%)                     | $912,149   |
| 22 luglio 2000    | Houston              | Stati Uniti  | Cynthia Woods Mitchell Pavilion         |                                          |            |
| 27 luglio 2000    | Albuquerque          | Stati Uniti  | Mesa Del Sol Amphitheatre               |                                          |            |
| 28 luglio 2000    | Phoenix              | Stati Uniti  | Cricket Wireless Pavilion               |                                          |            |
| 29 luglio 2000    | Irvine               | Stati Uniti  | Verizon Wireless Amphitheatre           |                                          |            |
| 30 luglio 2000    | Inglewood            | Stati Uniti  | The Forum                               | 25,756/ 29,000 (88%)                     | $977,849   |
| 31 luglio 2000    | Inglewood            | Stati Uniti  | The Forum                               |                                          |            |
| 1º agosto 2000    | Concord              | Stati Uniti  | Sleep Train Pavilion                    |                                          |            |
| 3 agosto 2000     | San Diego            | Stati Uniti  | San Diego Sports Arena                  |                                          |            |
| 4 agosto 2000     | Las Vegas            | Stati Uniti  | MGM Grand Garden Arena                  |                                          |            |
| 5 agosto 2000     | Devore               | Stati Uniti  | San Manuel Amphitheater                 |                                          |            |
| 6 agosto 2000     | Marysville           | Stati Uniti  | Sleep Train Amphitheater                |                                          |            |
| 8 agosto 2000     | Mountain View        | Stati Uniti  | Shoreline Amphitheatre                  |                                          |            |
| 10 agosto 2000    | Portland             | Stati Uniti  | Rose Garden Arena                       |                                          |            |
| 11 agosto 2000    | George               | Stati Uniti  | Gorge Amphitheatre                      | 20,000/ 20,000 (100%)                    | $814,630   |
| 12 agosto 2000    | Vancouver            | Canada       | GM Place                                |                                          |            |
| 14 agosto 2000    | Salt Lake City       | Stati Uniti  | EnergySolutions Arena                   |                                          |            |
| 21 agosto 2000    | Burgettstown         | Stati Uniti  | Coca-Cola Star Lake Amphitheater        |                                          |            |
| 22 agosto 2000    | Toronto              | Canada       | Molson Amphitheatre                     |                                          |            |
| 23 agosto 2000    | Montréal             | Canada       | Molson Centre                           |                                          |            |
| 24 agosto 2000    | Syracuse             | Stati Uniti  | Empire Expo Center                      |                                          |            |
| 25 agosto 2000    | Atlantic City        | Stati Uniti  | Mark G. Etess Arena                     |                                          |            |
| 28 agosto 2000    | Mansfield            | Stati Uniti  | Comcast Center for the Performing Arts  |                                          |            |
| 30 agosto 2000    | Saratoga Springs     | Stati Uniti  | Saratoga Performing Arts Center         |                                          |            |
| 31 agosto 2000    | Cleveland            | Stati Uniti  | Gund Arena                              |                                          |            |
| 1º settembre 2000 | Knoxville            | Stati Uniti  | Thompson-Boling Arena                   |                                          |            |
| 2 settembre 2000  | Noblesville          | Stati Uniti  | Verizon Wireless Music Center           |                                          |            |
| 3 settembre 2000  | Columbus             | Stati Uniti  | Germain Amphitheater                    |                                          |            |
| 9 settembre 2000  | Orlando              | Stati Uniti  | Amway Arena                             |                                          |            |
| 10 settembre 2000 | West Palm Beach      | Stati Uniti  | Mars Music Amphitheatre                 |                                          |            |
| 12 settembre 2000 | Raleigh              | Stati Uniti  | Walnut Creek Amphitheatre               |                                          |            |
| 13 settembre 2000 | Charlotte            | Stati Uniti  | Verizon Wireless Amphitheatre Charlotte |                                          |            |
| 14 settembre 2000 | Virginia Beach       | Stati Uniti  | Virginia Beach Amphitheatre             |                                          |            |
| 15 settembre 2000 | Burgettstown         | Stati Uniti  | Coca-Cola Star Lake Amphitheater        |                                          |            |
| 17 settembre 2000 | Antioch              | Stati Uniti  | Starwood Amphitheatre                   |                                          |            |
| 18 settembre 2000 | Atlanta              | Stati Uniti  | Aaron's Amphitheatre                    | 18,254/ 18,954 (96%)                     | $596,110   |
| 20 settembre 2000 | New Orleans          | Stati Uniti  | Louisiana Superdome                     |                                          |            |
|                   | Europa               |              |                                         |                                          |            |
| 10 ottobre 2000   | Birmingham           | Regno Unito  | LG Arena                                |                                          |            |
| 11 ottobre 2000   | Londra               | Regno Unito  | Wembley Stadium                         |                                          |            |
| 12 ottobre 2000   | Londra               | Regno Unito  | Wembley Stadium                         |                                          |            |
| 13 ottobre 2000   | Londra               | Regno Unito  | Wembley Stadium                         |                                          |            |
| 14 ottobre 2000   | Manchester           | Regno Unito  | Manchester Evening News Arena           |                                          |            |
| 17 ottobre 2000   | Manchester           | Regno Unito  | Manchester Evening News Arena           |                                          |            |
| 18 ottobre 2000   | Brema                | Germania     | Stadthalle Bremen                       |                                          |            |
| 19 ottobre 2000   | Gand                 | Belgio       | Flanders Expo                           |                                          |            |
| 20 ottobre 2000   | Dortmund             | Germania     | Westfalenhalle                          |                                          |            |
| 22 ottobre 2000   | Stoccarda            | Germania     | Hanns-Martin-Schleyer-Halle             |                                          |            |
| 24 ottobre 2000   | Barcellona           | Spagna       | Palau Sant Jordi                        |                                          |            |
| 25 ottobre 2000   | Milano               | Italia       | Fila Forum                              |                                          |            |
| 26 ottobre 2000   | Zurigo               | Svizzera     | Hallenstadion                           |                                          |            |
| 27 ottobre 2000   | Monaco di Baviera    | Germania     | Olympiahalle                            |                                          |            |
| 28 ottobre 2000   | Kiel                 | Germania     | Sparkassen-Arena                        |                                          |            |
| 29 ottobre 2000   | Berlino              | Germania     | Velodrom                                |                                          |            |
| 30 ottobre 2000   | Hannover             | Germania     | Preussag Arena                          |                                          |            |
| 1º novembre 2000  | Lipsia               | Germania     | Messehalle                              |                                          |            |
| 2 novembre 2000   | Francoforte sul Meno | Germania     | Festhalle                               |                                          |            |
| 4 novembre 2000   | Arnhem               | Paesi Bassi  | Gelredome                               |                                          |            |
| 7 novembre 2000   | Göteborg             | Svezia       | Scandinavium                            |                                          |            |
| 8 novembre 2000   | Oslo                 | Norvegia     | Oslo Spektrum                           |                                          |            |
| 9 novembre 2000   | Stoccolma            | Svezia       | Stockholm Globe Arena                   |                                          |            |
| 10 novembre 2000  | Copenaghen           | Danimarca    | Valby Hallen                            |                                          |            |
| 13 novembre 2000  | Colonia              | Germania     | Kölnarena                               |                                          |            |
| 14 novembre 2000  | Parigi               | Francia      | Le Zénith                               |                                          |            |
| 19 novembre 2000  | Londra               | Regno Unito  | London Dockland Arena                   |                                          |            |
| 20 novembre 2000  | Manchester           | Regno Unito  | Manchester Evening News Arena           |                                          |            |
| 20 novembre 2000  | Birmingham           | Regno Unito  | National Exhibition Centre              |                                          |            |
| 21 novembre 2000  | Birmingham           | Regno Unito  | National Exhibition Centre              |                                          |            |
|                   | Sud America          |              |                                         |                                          |            |
| 18 gennaio 2001   | Rio de Janeiro       | Brasile      | City of Rock                            |                                          |            |
|                   | TOTALE (USA)         | TOTALE (USA) | 175,177/ 179,177 (97.7%)                | $6,370,695                               |            |